# Hahnia hauseri
Hahnia hauseri là một loài nhện trong họ Hahniidae.
Loài này thuộc chi Hahnia. Hahnia hauseri được Paolo Marcello Brignoli miêu tả năm 1978.